# Јунес ел Ајнауи
Јунес ел Ајнауи (арап. يونس العيناوي; рођен 12. септембра 1971. у Рабату) је бивши марокански професионални тенисер који је свој најбољи пласман у синглу достигао 3. новембра 2003. када је заузимао 14. место на АТП листи. Освојио је пет титула на АТП турнирима у појединачној конкуренцији.

## Каријера
На гренд слем турнирима је стизао четири пута до четвртфинала (по два пута на ОП Аустралије и ОП Сједињених Америчких Држава). Остао је упамћен његов наступ на ОП Аустралије 2003. када је у четвртом колу савладао најбољег тенисера света, Лејтона Хјуита, да би у четвртфиналу био поражен од Ендија Родика после скоро пет сати игре. На овом мечу је постављен нови рекорд Аустралијан опена по укупном броју гемова (83) и трајању петог сета (скоро два и по сата).
Током своје дуге каријере Јунес ел Ајнауи је због повреда доста одсуствовао са терена. Са активним играњем тениса је престао у септембру 2008. а турнир у Дохи 2010. је био његов опроштајни на АТП туру. После победе у првом колу елиминисан је већ у наредној рунди од Стива Дарсија.
Учествовао је и на неколико фјучерса у периоду 2015–2016. али није забележио ниједну победу. За фјучерс у Манами (Бахреин) добио је специјалну позивницу организатора (енгл. wild card). Успешно је прошао два кола квалификација и нашао се у главном жребу где је у првом колу савладао Бернда Кослера а потом је у другом колу поражен од Виктора Дурасовића. Ове три победе биле су прве на професионалном нивоу после 7 година и турнира у Дохи. Са својих 45 година постао је најстарији рангирани тенисер на АТП листи у синглу.

## АТП финала

### Појединачно: 16 (5–11)
| Легенда                        |
| ------------------------------ |
| Гренд слем турнири (0–0)       |
| Завршно првенство сезоне (0–0) |
| АТП мастерс 1000 (0–0)         |
| АТП 500 (0–1)                  |
| АТП 250 (5–10)                 |

| Финала по подлози |
| Тврда (1–3)       |
| Шљака (4–7)       |
| Трава (0–0)       |
| Тепих (0–1)       |

| Финала по локацији |
| Отворено (5–10)    |
| Дворана (0–1)      |

| Исход     | Бр. | Датум               | Турнир                   | Подлога   | Противник         | Резултат                     |
| --------- | --- | ------------------- | ------------------------ | --------- | ----------------- | ---------------------------- |
| Финалиста | 1.  | 21. март 1993.      | Казабланка, Мароко       | Шљака     | Гиљермо П. Ролдан | 4–6, 3–6                     |
| Финалиста | 2.  | 7. јануар 1996.     | Доха, Катар              | Тврда     | Петр Корда        | 6–7(5–7), 6–2, 6–7(5–7)      |
| Финалиста | 3.  | 14. јануар 1996.    | Џакарта, Индонезија      | Тврда     | Сјенг Шалкен      | 3–6, 2–6                     |
| Финалиста | 4.  | 4. август 1996.     | Амстердам, Холандија     | Шљака     | Франциско Клаве   | 5–7, 1–6, 1–6                |
| Финалиста | 5.  | 15. новембар 1998.  | Сантјаго, Чиле           | Шљака     | Франциско Клаве   | 2–6, 4–6                     |
| Победник  | 1.  | 8. август 1999.     | Амстердам, Холандија     | Шљака     | Маријано Забалета | 6–0, 6–3                     |
| Финалиста | 6.  | 12. март 2000.      | Богота, Колумбија        | Шљака     | Маријано Пуерта   | 4–6, 6–7(5–7)                |
| Финалиста | 7.  | 22. јул 2001.       | Амстердам, Холандија (2) | Шљака     | Алекс Коређа      | 3–6, 7–5, 6–7(0–7), 6–3, 4–6 |
| Победник  | 2.  | 16. септембар 2001. | Букурешт, Румунија       | Шљака     | Алберт Монтањес   | 7–6(7–5), 7–6(7–2)           |
| Финалиста | 8.  | 14. октобар 2001.   | Лион, Француска          | Тепих (д) | Иван Љубичић      | 3–6, 2–6                     |
| Победник  | 3.  | 5. јануар 2002.     | Доха, Катар              | Тврда     | Феликс Мантиља    | 4–6, 6–2, 6–2                |
| Финалиста | 9.  | 3. март 2002.       | Дубаи, УАЕ               | Тврда     | Фабрис Санторо    | 4–6, 6–3, 3–6                |
| Победник  | 4.  | 14. април 2002.     | Казабланка, Мароко       | Шљака     | Гиљермо Кањас     | 3–6, 6–3, 6–2                |
| Победник  | 5.  | 5. мај 2002.        | Минхен, Немачка          | Шљака     | Рајнер Шитлер     | 6–4, 6–4                     |
| Финалиста | 10. | 14. јул 2002.       | Бостад, Шведска          | Шљака     | Карлос Моја       | 3–6, 6–2, 5–7                |
| Финалиста | 11. | 13. април 2003.     | Казабланка, Мароко (2)   | Шљака     | Жилијен Буте      | 2–6, 6–2, 1–6                |